# Aterpia circumfluxana
Aterpia circumfluxana is een vlinder uit de familie bladrollers (Tortricidae). De wetenschappelijke naam is voor het eerst geldig gepubliceerd in 1881 door Christoph.
De soort komt voor in Europa.